# Nólsoy
Nólsoy (dánsky Nolsø, islandsky Nólsey) je Faerský ostrov. Má rozlohu 10,3 km² a 230 obyvatel.
Nachází se východně od největšího a nejlidnatějšího Faerského ostrova Streymoy a na něm hlavní město Tórshavn. Je zde pouze jedna osada Nólsoy, která je na severu ostrova. Ve vesnici je pevninská šíje která spojuje ostrov na dva poloostrovy. Jsou zde 4 vrcholy, z toho nejvyšší Eggjarklettur měřící 372 m. Na jižním pobřeží je maják Borðan a na jihovýchodě maják Øknastangi. Majáky byly postaveny v 18. století.
0,4 % rozlohy ostrova tvoří voda. Nejvíce z toho tvoří jezero Halavatn.